# Ultra Battle Satellite
Ultra Battle Satellite, conosciuto semplicemente anche come UBS, è un manga scritto e disegnato da Yusuke Utsumi e pubblicato su Weekly Shōnen Jump nel 2015, dopo i due episodi pilota Abare Mashira e Kyoufu!Seishin Shishikai no Yabou. Conta in totale 21 capitoli raccolti in 3 volumi.

## Trama
UBS è un reality show in tempo reale di combattimenti, dove i combattenti vincono premi da capi di altri combattenti. Non c'è nessuna regola, nessuna pietà. La storia segue i combattimenti di Matsuriya Jin.

## Personaggi
- Matsuriya Jin (祭矢 陣?): il protagonista della serie.
- Sakura Momochi (百地 桜?)
- Takeda Haronobu (武田 春信?)